# Terzan 7
Terzan 7 és un jove i poc freqüent cúmul globular que hom creu que es va originar a la galàxia nana el·liptica de Sagitari (Sag DEG) i està físicament associat a aquesta. És relativament ric en metalls amb [Fe/H] = -0,6 i una edat estimada de 7,5 Ga. Terzan 7 té nivells baixos de níquel ([Ni/Fe] = -0.2), cosa que dona suport al sistema Sag DEG, ja que té una signatura química similar. Té una rica població d'endarretits blaus molt concentrats cap al centre de Terzan 7. Té una distribució mitjana de lluminositat de Mv = -5,05. Té un radi llum mitjà (Rh) de 6,5 pc.

## Història
Terzan 7 va ser el més brillant dels sis cúmuls globulars descoberts per astrònom franco-armeni Agop Terzan el 1968.

## Cúmul globular jove
Gairebé tots els cúmuls globals de l'halo galàctic de la Via Làctia es van formar al mateix temps (12-15 Ga). Fins i tot l'extrem situat a NGC 2419 (~ 100 kpc del centre galàctic) té una edat similar. Aquesta tendència també s'aplica a l'edat dels cúmuls globulars trobats al gran núvol magallànic i la nana del Forn (~ 140 kpc del centre galàctic). Tot i això, alguns cúmuls globulars semblen ser molt més joves que la resta; inclouen Palomar 1, Palomar 3, Palomar 4, Palomar 12, Palomar 14, Ruprecht 106, IC 4499, Arp 2, Eridà, Forn 4 i Terzan 7. En particular, els associats amb el Sag DEG semblen haver-se format més recentment. Les dades suggereixen que tot l'halo exterior presenta cúmuls globulars actuals poden haver-se format originàriament en esferoïdals nanes.

### Formació jeràrquica de galàxies
Alternativament, es planteja un model jeràrquic de formació de galàxies segons el qual una part, possiblement gran, dels cúmuls globulars de la Via Làctia s'hauria originat en l'acreció d'altres nanes esferoïdals com Sag DEG. El millor candidat a aquesta idea és Palomar 12.